# Гуманитарная академия Вооружённых Сил РФ
Гуманитарная академия Вооружённых Сил Российской Федерации (1991—1994 гг.) — высшее военное учебное заведение Вооружённых Сил Российской Федерации, предназначенное для подготовки военных психологов, военных журналистов, офицеров-воспитателей для всех видов Вооружённых Сил, родов войск, Внутренних войск МВД России и Пограничных войск ФПС России, а также научно-педагогического состава с высшим педагогическим образованием для военных вузов, а также проведения научных исследований в области ряда гуманитарных наук.

## История
7 декабря 1991 г. на основании распоряжения Президента РСФСР и в связи с упразднением в Вооружённых Силах военно-политических органов и политического аппарата частей и подразделений Военно-политическая орденов Ленина и Октябрьской Революции, Краснознамённая академия имени В. И. Ленина была преобразована в Гуманитарную академию Вооружённых Сил Российской Федерации. Начальником был назначен генерал-полковник А. Н. Колиниченко.
В новых условиях основная задача академии состояла в реформировании учебного и воспитательного процесса в целях превращения академии в центр гуманитарного образования в Вооружённых Силах и включения её в общую систему учебных заведений высшего уровня профессиональной подготовки. Реформирование осуществлялось на принципах деидеологизации и департизации, гуманитаризации и гуманизации, приоритетности в подготовке офицерских кадров научно-мировоззренческих, психолого-педагогических и культурологических направлений, дифференцированной оценки результатов труда. Были упразднены кафедры истории КПСС, партийно-политической работы, научного коммунизма, мирового коммунистического и рабочего движения. Кафедра марксистско-ленинской философии стала называться кафедрой философии и религиоведения. Была создана кафедра истории, которая укомплектовывалась за счёт преподавателей упразднённых кафедр.
Учебно-воспитательный процесс был направлен на подготовку помощников (впоследствии заместителей) командиров полков (кораблей) по воспитательной работе; специалистов военно-гуманитарного профиля (политологов, психологов, социологов, культурологов, журналистов и др.) для укомплектования воспитательных органов соединений и объединений; преподавателей гуманитарных дисциплин для военных вузов.
Реформирование учебного и воспитательного процесса происходило не безболезненно. На морально-психологическом климате академии отражалась противоречивость социально-политической ситуации в стране, распад единых Вооружённых Сил СССР, кризисное состояние общественных наук. Многие опытные, высококвалифицированные преподаватели из-за тяжёлых материально-бытовых условий, отсутствия квартир, постоянных задержек с выплатой денежного содержания и по другим обстоятельствам уходили из академии, что влияло на качество учебно-воспитательного процесса.
Трудности переходного периода удалось преодолеть только к концу 1994 г. Морально-психологическая ситуация в академии стабилизировалась, цели реформирования были в основном достигнуты. Большой вклад в решение задач этого периода внесли заместитель начальника академии контр-адмирал И. И. Барсуков, начальники кафедр генерал-майор В. Д. Королёв, полковники В. В. Рыбников и Н. Г. Чумиев, начальники отделов А. А. Балаховский и В. П. Суставов и многие другие работники академии.
За небольшой промежуток времени была налажена подготовка специалистов в соответствии с новыми требованиями. В 1994 г. в академии действовало 6 факультетов: военно-психологический, военно-педагогический, культуры и журналистики, пограничных и внутренних войск, заочного обучения, а также специальное отделение.
В академии было налажено проведение исследований в соответствии с требованиями времени. Продолжали действовать советы по защите докторских и кандидатских диссертаций. За период с 1991 по 1994 гг. в советах академии было защищено 31 докторская и 334 кандидатских диссертации. Несмотря на уход многих высококвалифицированных педагогов, на относительно высоком уровне удалось сохранить научный потенциал кафедр. В 1994 г. в академии вели научно-педагогическую работу 50 докторов и 178 кандидатов наук. Гуманитарная академия занимала достойное место в общей системе военных вузов Вооружённых Сил Российской Федерации.
20 июля 1994 г. в соответствии с указом Президента РФ N 1523 на базе Военной академии экономики, финансов и права Вооружённых Сил Российской Федерации и Гуманитарной академии Вооружённых Сил Российской Федерации был создан Военный университет Министерства обороны Российской Федерации.

## Структура академии
Факультеты
1. Военно-психологический
2. Военно-педагогический
3. Культуры и журналистики
4. Пограничных и Внутренних войск
5. Факультет заочного обучения
6. Специальное отделение

Кафедры
1. Кафедра философии и религиоведения
2. Кафедра истории
3. Кафедра истории войн и военного искусства
4. Кафедра оперативно-тактической подготовки (Сухопутных войск)
5. Кафедра оперативно-тактической подготовки (Стратегических сил)
6. Кафедра тактико-специальной подготовки
7. Кафедра физической подготовки и спорта
8. Кафедра автомобильной подготовки
9. Кафедра педагогики
10. Кафедра политологии
11. Кафедра психологии
12. Кафедра социологии
13. Кафедра военно-социальной работы и морально-психологического ообеспечения
14. Кафедра культурно-досуговой работы
15. Кафедра журналистики
16. Кафедра культуры и искусства
17. Кафедра иностранных языков
18. Кафедра экономических теорий и военной экономики

## Начальники академии
- декабрь 1991 г. — сентябрь 1992 г. — генерал-полковник А. Н. Колиниченко
- сентябрь 1992 г. — июнь 1994 г. — генерал-полковник Б. А. Омеличев